# Le Thyl
Le Thyl est une ancienne commune française située en Maurienne dans le département de la Savoie. Elle est rattachée à Saint-Michel-de-Maurienne le 13 septembre 1972.

## Géographie

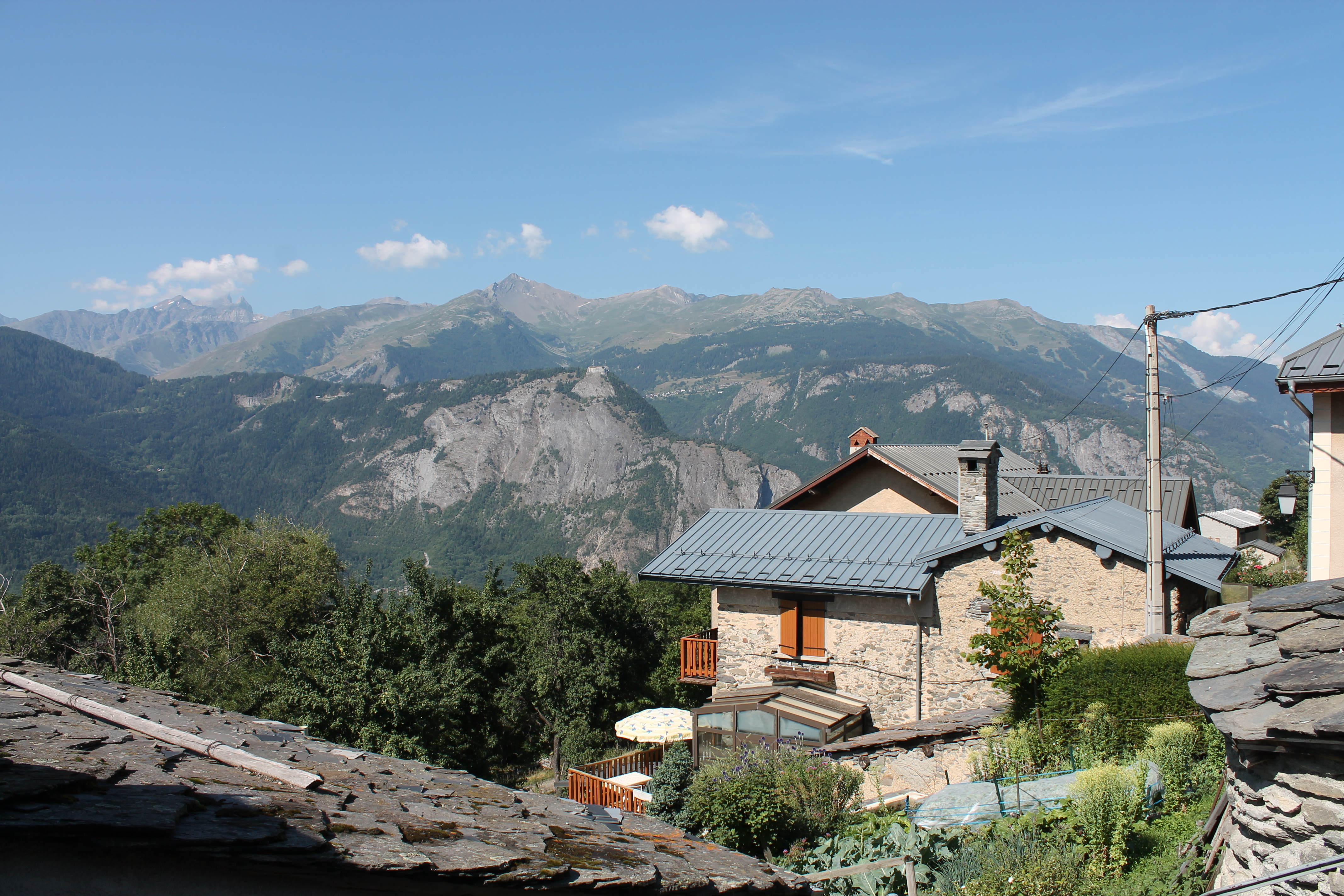
Vue sur la vallée de la Maurienne.

Le Thyl se situe sur la rive droite de l'Arc, sur le versant méridional du mont Bréquin, au-dessus de Saint-Michel-de-Maurienne et à l'ouest d'Orelle.
L'ancienne commune était composée des villages du Thyl (dit parfois Thyl-Dessus), chef-lieu situé à une altitude de 1 350 m, du Thyl-Dessous et la Traversaz. Les deux autres villages de Bois-Dessus et de Bois-Dessous ont été détruits au cours de la Seconde Guerre mondiale.

## Toponymie
Les formes anciennes du Thyl, qu'Adolphe Gros donne sous une forme féminine, dans la documentation sont Ecclesia de Tilio (XIIe siècle), de Tillio (1200), Parrochia Tillie (1416), Parrochia Tillii (1460) ou encore Curatus de Tillia (XIVe siècle).
Le toponyme du Thyl semble dériver de Tilia ou tilleul. Il s'agit ainsi probablement d'un lieu où l'on trouve ce genre d'arbres,. Le romaniste et philologue suisse Paul Aebischer (1897-1977) semble vouloir « [rapprocher] tey du patois tê, « toit », du latin tectum ».

## Histoire
La première mention du Thyl correspond son église, Ecclesia de Tilio, datée du XIIe siècle, dans le Cartulaire de Maurienne,. Il s'agit d'un document, non daté, dans lequel le prieur de Saint-Michel-de-la-Cluse (val de Suse) donne aux chanoines de Saint-Jean-de-Maurienne l'église du Thyl contre celle de Saint-Sulpice (Saint-Rémy-de-Maurienne).
La première mention des villages (ou hameaux) du Bois remontent à 1475, dans un livre terrier d'Orelle : « In Boscho superiore et In Bosco Inferiore / In comba Nemoris inferioris ».
Le 5 septembre 1944, les deux villages de Bois-Dessus et de Bois-Dessous sont brûlés par les Allemands nazis, à la recherche de maquisards. L'attaque a fait 15 victimes. Un mémorial a été inauguré en 2004.
Les communes du Thyl et de Beaune sont rattachées à Saint-Michel-de-Maurienne par l'arrêté préfectoral du 13 septembre 1972,.

## Politique et administration
| Période                                  | Période  | Identité      | Étiquette | Qualité |
| ---------------------------------------- | -------- | ------------- | --------- | ------- |
|                                          | En cours | Isabelle Gros |           |         |
| Les données manquantes sont à compléter. |          |               |           |         |

## Démographie
L'évolution du nombre d'habitants est connue à travers les recensements de la population effectués dans la commune depuis 1793. Pour les communes de moins de 10 000 habitants, une enquête de recensement portant sur toute la population est réalisée tous les cinq ans, les populations de référence des années intermédiaires étant quant à elles estimées par interpolation ou extrapolation. Pour la commune, le premier recensement exhaustif entrant dans le cadre du nouveau dispositif a été réalisé en 2008.

En 1968, la commune comptait 150 habitants, en évolution de −22,28 % par rapport à 1962 (Savoie : +3,63 %, France hors Mayotte : +2,11 %).
| 1793 | 1800 | 1806 | 1822 | 1836 | 1846 | 1856 | 1861 | 1866 |
| ---- | ---- | ---- | ---- | ---- | ---- | ---- | ---- | ---- |
| 465  | 539  | 582  | 504  | 552  | 572  | 534  | 524  | 546  |

| 1872 | 1876 | 1881 | 1886 | 1891 | 1896 | 1901 | 1906 | 1911 |
| ---- | ---- | ---- | ---- | ---- | ---- | ---- | ---- | ---- |
| 536  | 564  | 500  | 506  | 508  | 525  | 561  | 561  | 534  |

| 1921 | 1926 | 1931 | 1936 | 1946 | 1954 | 1962 | 1968 | - |
| ---- | ---- | ---- | ---- | ---- | ---- | ---- | ---- | - |
| 436  | 344  | 321  | 311  | 265  | 235  | 193  | 150  | - |

## Culture locale et patrimoine

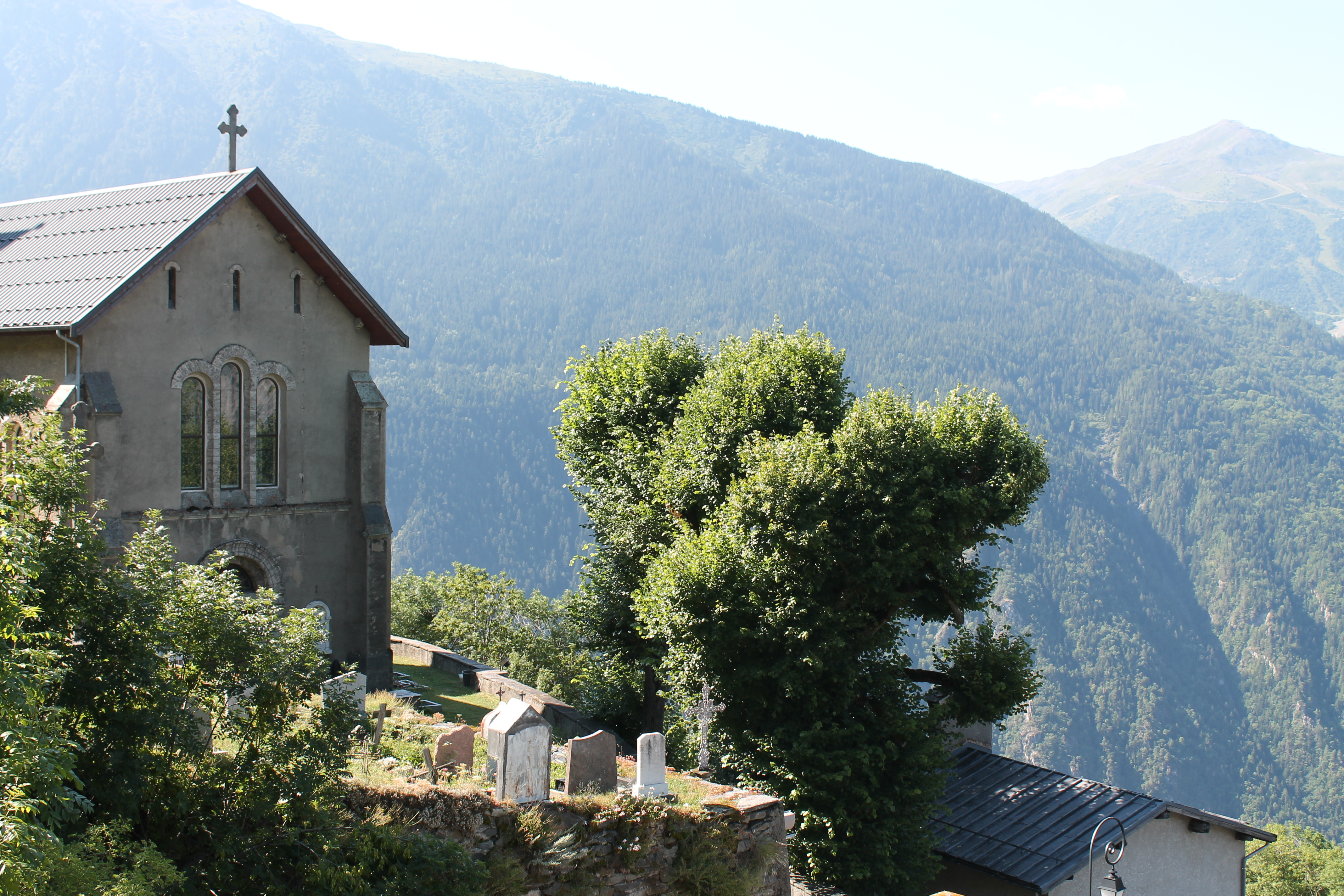
Église Saint-Laurent.
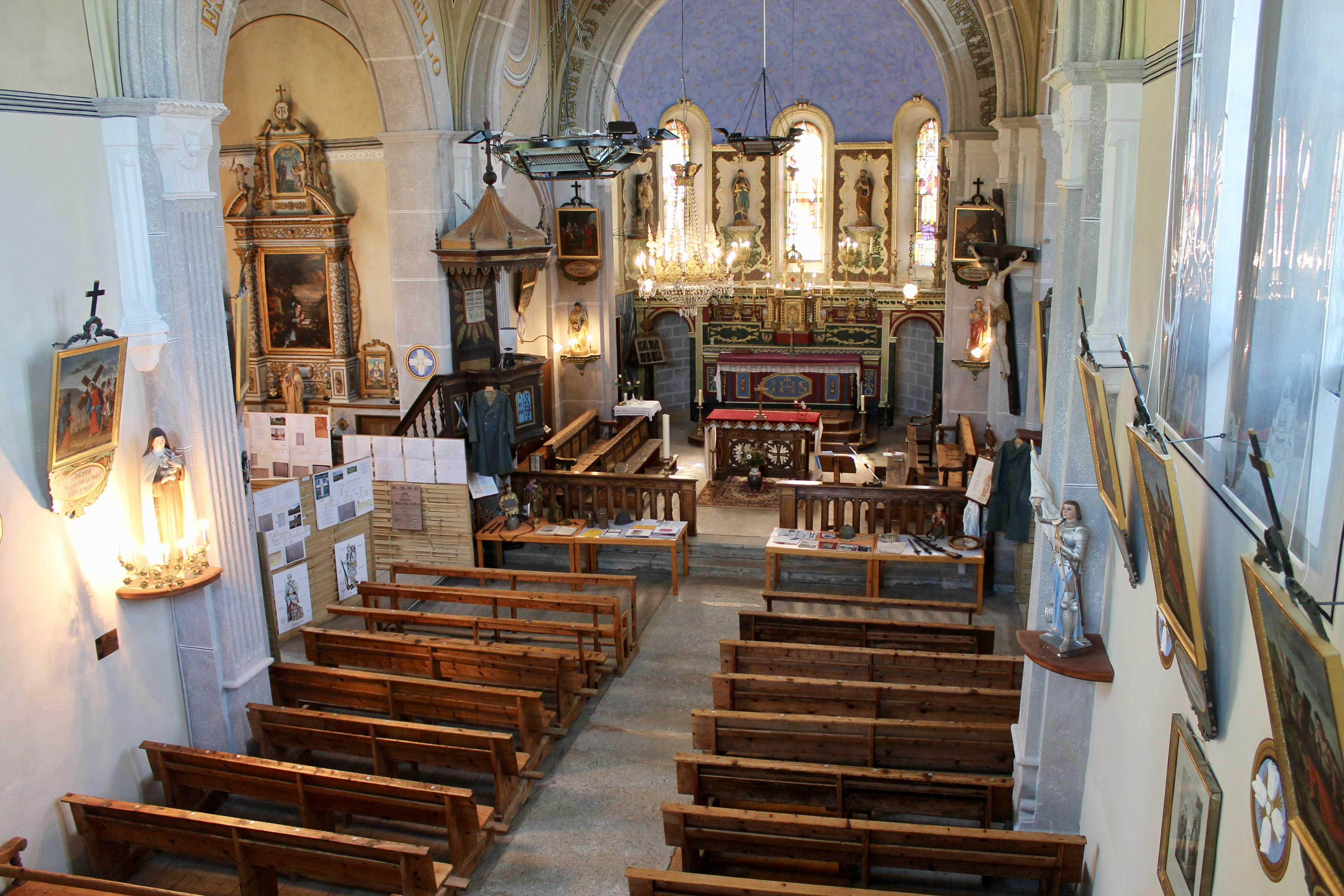
Intérieur de l'église Saint-Laurent.
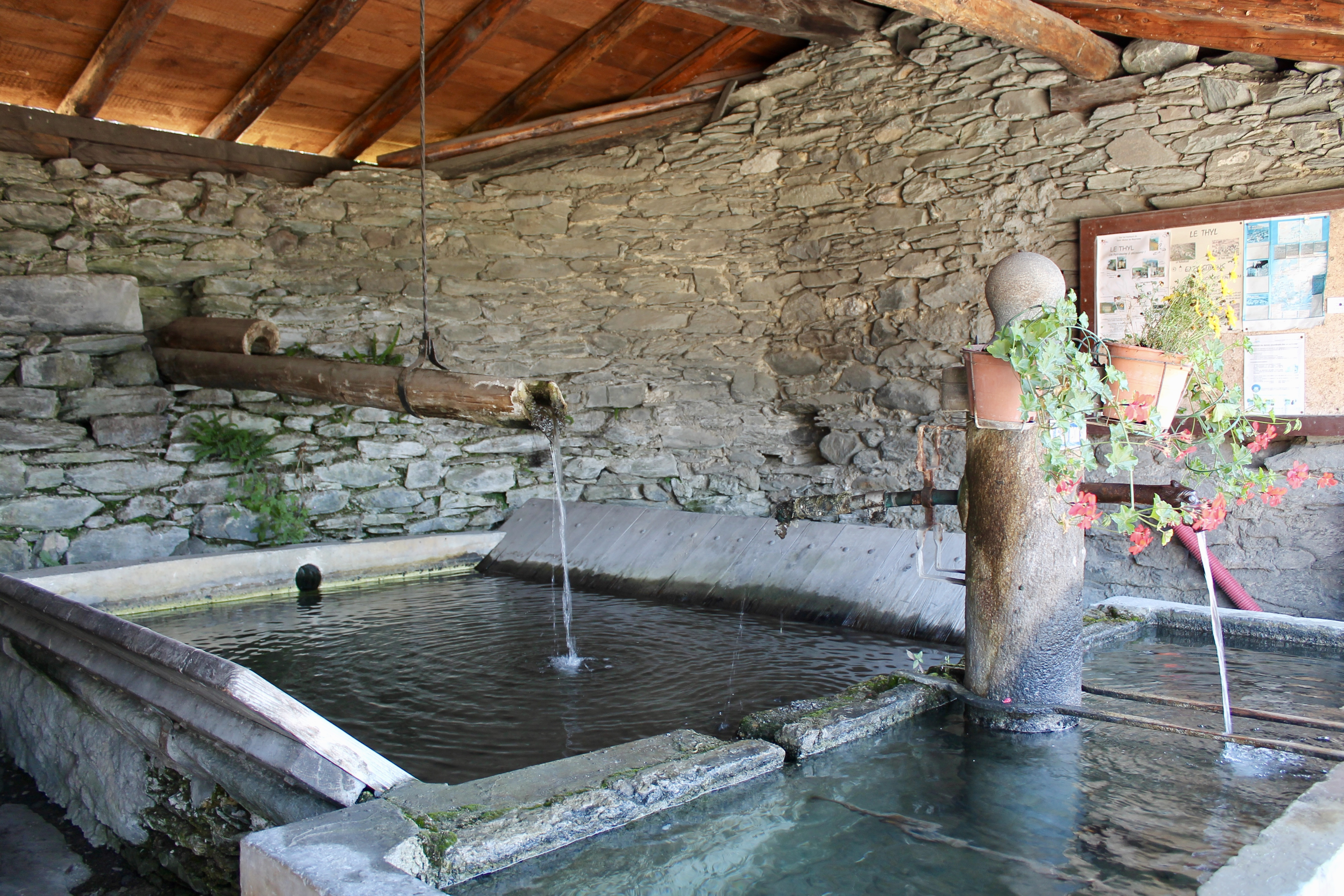
Bassin.
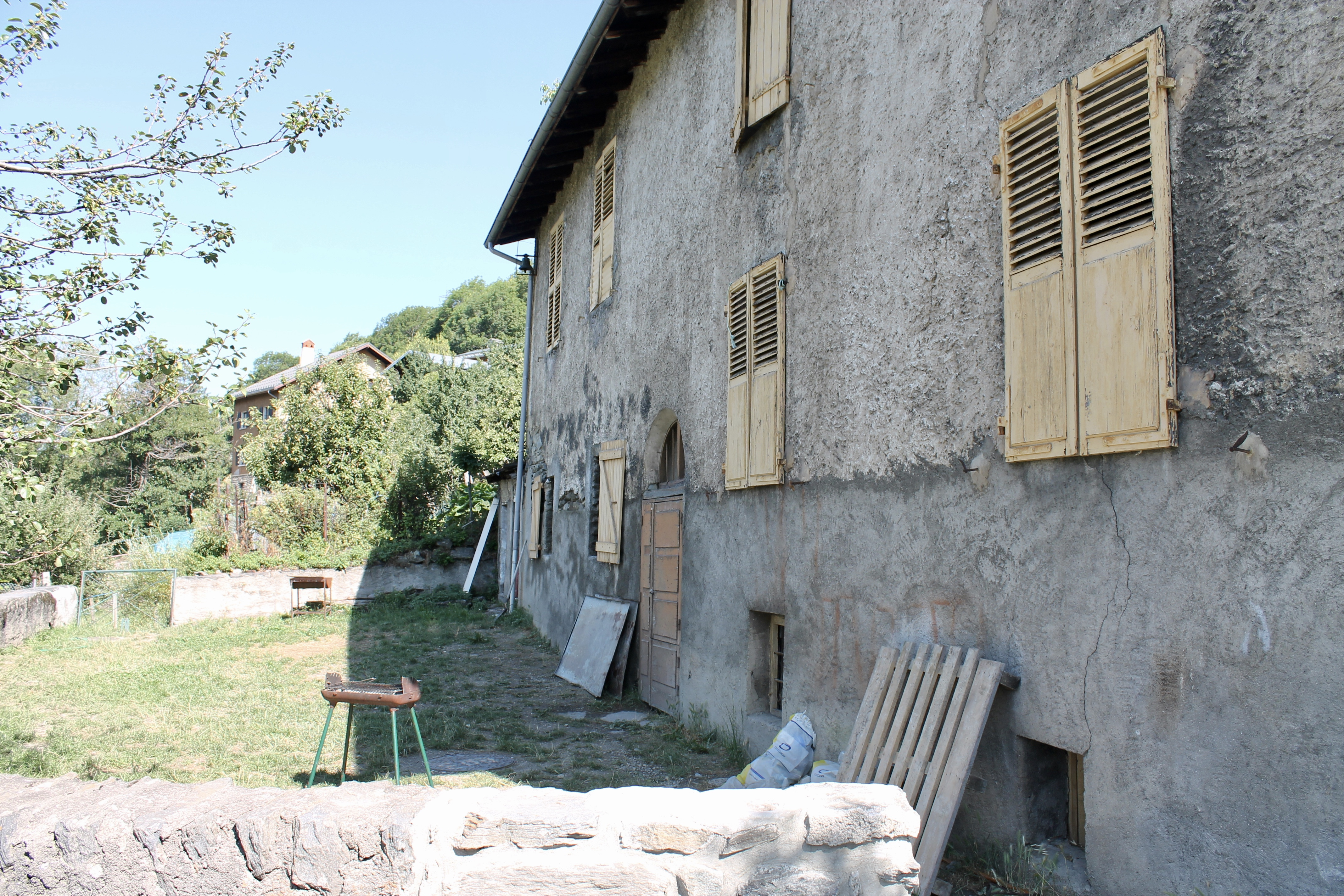
Ancienne école.
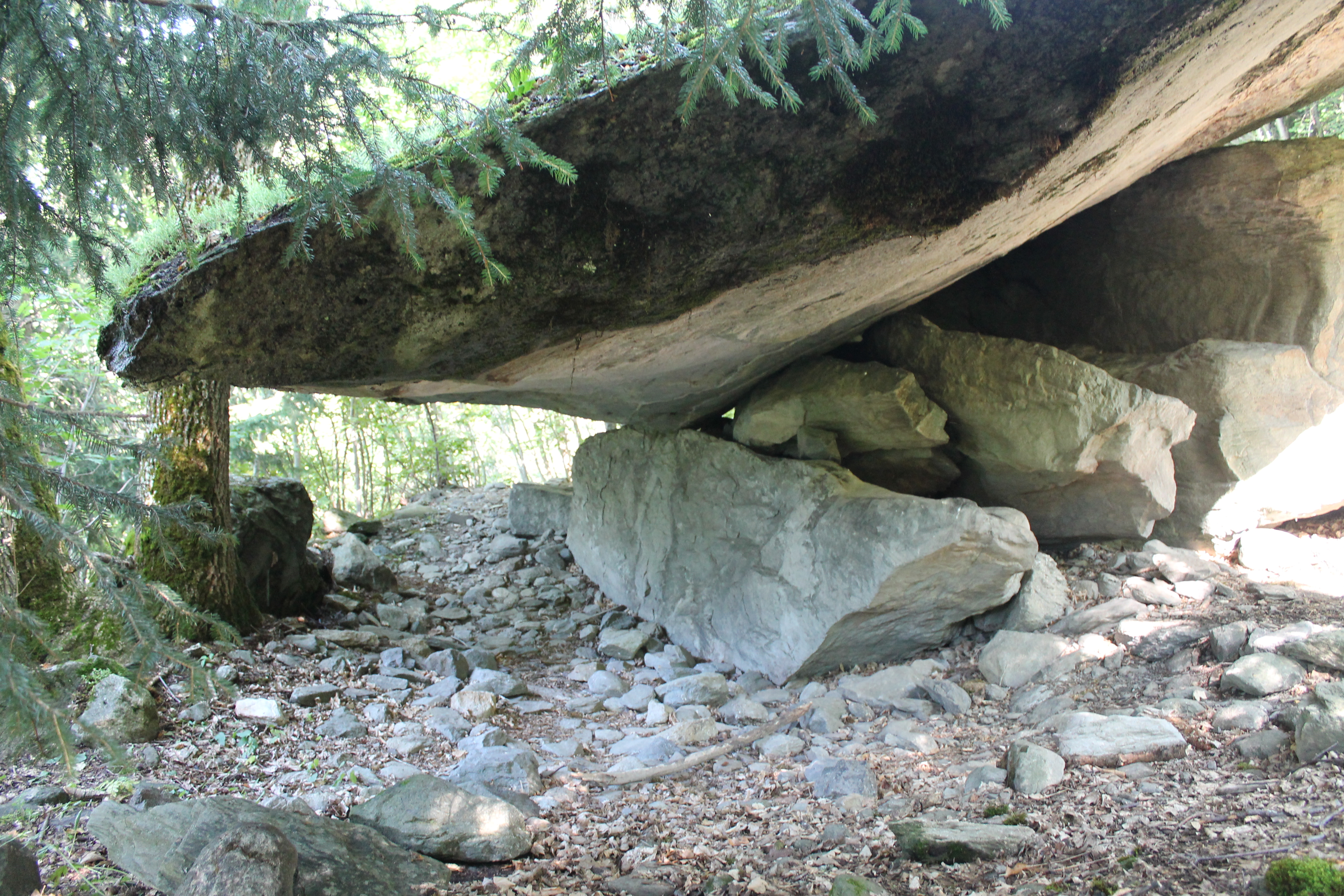
Dolmen.

### Dolmen
Un sentier archéologique a été créé sur l'ancien territoire de la commune sur lequel se trouve un important patrimoine mégalithique notamment une roche gravée au village du Thyl-Dessous ou encore des blocs cupulaires au-dessus du chef-lieu. Le dolmen, correspondant à un bloc d'éboulement effondré, donc improprement dit dolmen, se trouve à proximité du chef-lieu, mais dont l'occupation humaine n'est pas déterminée.

### Église et chapelles
L'église Saint-Laurent est une ancienne église paroissiale dédiée à saint Laurent. Elle a été consacrée le 11 août 1867. L'association de sauvegarde du patrimoine du Thyl a entrepris sa restauration dont les travaux se sont terminées au bout d'une dizaine d'années, en 2017.
Chaque village possédait une chapelle, dont la plupart des objets ont été entreposés dans l'église.
- la chapelle Saint-Grégroire (attestée depuis 1592, reconstruite en 1822, décorée en 1870, restaurée en 2005), Thyl-Dessous[2] ;
- la chapelle Saint-Georges (XVIIe siècle, restaurée en 2002), La Traversaz[2] ;
- la chapelle Saint-Sébastien (ruines), Bois-Dessous.

### Oratoires
- l'oratoire Saint-Laurent, Thyl-Dessus[2] ;
- l'oratoire Saint-Marc, la Traversaz[2] ;
- l'oratoire Notre-Dame, le Thyl-Dessous[2].